# 10892 Gianna
10892 Gianna este o planetă minoră (asteroid) din centura de asteroizi. A fost descoperită pe 23 septembrie 1997 la Circolo Culturale Astronomico di Farra d'Isonzo⁠(d) de . 
Obiectul prezintă o orbită caracterizată de o semiaxă mare de 2,2588722 UAi, o excentricitate de 0,15, o înclinație de 3,47756 ° în raport cu ecliptica.